# Bertiera viburnoides
Bertiera viburnoides là một loài thực vật có hoa trong họ Thiến thảo. Loài này được (Standl.) J.H.Kirkbr. mô tả khoa học đầu tiên năm 1979.